# Charlotte Hope

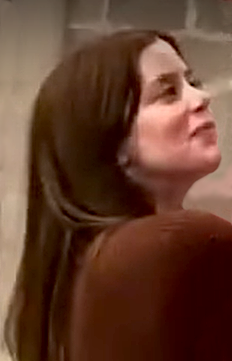
Charlotte Hope (2019)

Charlotte Hope (* 14. Oktober 1991 in Salisbury als Charlotte Louise Norris) ist eine britische Schauspielerin.

## Leben und Karriere
Hopes erste Rolle war in der Fernsehserie Casualties im Jahr 2010. Weitere Serien, in denen sie in Erscheinung trat, sind Waking the Dead – Im Auftrag der Toten, Whitechapel und mehrere Staffeln von Game of Thrones. Außerdem spielte sie in mehreren Kinofilmen mit, darunter in einer kleinen Rolle als Fabrikarbeiterin in Tom Hoopers Les Misérables aus dem Jahr 2012 und als namenlose Prostituierte in Ralph Fiennes’ The Invisible Woman aus dem Jahr 2013. In der Fernsehserie The Spanish Princess (2019) für den US-Sender Starz verkörperte sie die Titelfigur Katharina von Aragon, in der Netflix-Serie The English Game (2020) hatte sie eine Hauptrolle.

## Filmografie

### Film
- 2012: Les Misérables
- 2013: The Invisible Woman
- 2014: Die Entdeckung der Unendlichkeit (The Theory of Everything)
- 2014: Testament of Youth
- 2015: Im Himmel trägt man hohe Schuhe (Miss You Already)
- 2016: A United Kingdom
- 2016: Allied – Vertraute Fremde (Allied)
- 2017: State of Mind – Der Kampf des Dr. Stone (Three Christs)
- 2018: The Nun
- 2023: Curse of the Piper – Melodie des Todes (The Piper)
- 2024: Meet Me by the Sea (Kurzfilm)
- 2025: Bury Me When I'm Dead

### Fernsehen
- 2010: Casualty (Fernsehserie, eine Episode)
- 2010: Missing (Fernsehserie, eine Episode)
- 2011: Waking the Dead – Im Auftrag der Toten (Fernsehserie, 2 Episoden)
- 2012: Doctors (Fernsehserie, eine Episode)
- 2012: Some Girls (Fernsehserie, eine Episode)
- 2012–2013: Holby City (Fernsehserie, 3 Episoden)
- 2013: Love & Marriage (Fernsehserie, eine Episode)
- 2013: Law & Order: UK (Fernsehserie, eine Episode)
- 2013: Whitechapel (Fernsehserie, 2 Episoden)
- 2013–2016: Game of Thrones (Fernsehserie, 8 Episoden)
- 2014: Die Musketiere (The Musketeers, Fernsehserie, 2 Episoden)
- 2014: Vera – Ein ganz spezieller Fall (Vera, Fernsehserie, eine Episode)
- 2014: Marked
- 2016: Death in Paradise (Fernsehserie, eine Episode)
- 2016: Houdini and Doyle (Fernsehserie, eine Episode)
- 2018: Der junge Inspektor Morse (Endeavour, Fernsehserie, Episode 5x01)
- 2019: The Spanish Princess (Fernsehserie, 16 Episoden)
- 2020: The English Game (Fernsehserie, 6 Episoden)
- 2020: Bancroft (Fernsehserie, 3 Episoden)
- 2024: Catch Me A Killer (Fernsehserie, 11 Episoden)
- 2025: Murder Most Puzzling (Fernsehserie, 3 Episoden)